# Karatag
Der Karatag (usbekisch Qoratagʻ; russisch Каратаг) ist der linke Quellfluss des Surxondaryo in Tadschikistan und Usbekistan.
Der Karatag entspringt in Tadschikistan am Südhang des Hissargebirges, von dessen Gletschern er gespeist wird. Der Karatag durchfließt über eine Strecke von 40 km ein enges Gebirgstal in südlicher Richtung. Bei der Stadt Schahrinaw verlässt der Fluss das Gebirge und erreicht die Ebene des westlichen Hisortals. Er fließt südlich an der Stadt Tursunsoda vorbei und nimmt den Schirkent von rechts auf. Er fließt ein kurzes Stück weiter und erreicht die Nordwestflanke des Babatag-Gebirgszugs, entlang welcher er in südsüdwestlicher Richtung seinen Kurs fortsetzt. Etwa 10 km oberhalb seiner Mündung überquert er die Staatsgrenze zu Usbekistan. Schließlich trifft er auf den Tupalangdarja und vereinigt sich mit diesem zum Surxondaryo.
Der Karatag hat eine Länge von 112 km. Das Einzugsgebiet umfasst ca. 800 km². Der Karatag hat am Pegel Karatog etwa 50 km oberhalb der Mündung einen mittleren Abfluss von 22,4 m³/s.